# Calamonastes
Calamonastes là một chi chim trong họ Cisticolidae.